# Studiemedel
Studiemedel är en i Sverige statligt administrerad försörjning för studerande, och består av en lånedel (ofta benämnd studielån) och en bidragsdel (ofta benämnd studiebidrag). Studenterna kan välja att enbart ta ut bidragsdelen (vanligt bland dem som bor hemma hos föräldrarna) eller att ta ut såväl bidragsdelen som hela eller delar av lånedelen. Studiemedelsutbetalningarna administreras av Centrala studiestödsnämnden (CSN).

## Regler för att få studiemedel
För studier på högskola/universitet kan man i dag få studiemedel under som mest 240 veckor, vilket motsvarar 6 års heltidsstudier. De två huvudsakliga utbetalningsperioderna löper från mitten av augusti till mitten av december samt slutet av januari till slutet av maj. Därutöver är det möjligt att söka studiemedel för kurser som bedrivs under sommarperioden. Då de flesta utbildningsprogram gör uppehåll under sommarperioden söker många studenter andra försörjningskällor under den delen av året. Den som har en inkomst högre än fribeloppet får minskat studiemedel. För en termins (20 veckor) heltidsstudier ligger fribeloppet 2025 på 113 901 kronor per kalenderhalvår.
Studiemedlen är skattefria och skiljer sig på så vis ifrån exempelvis den svenska a-kassan. Lånedelen måste till skillnad från bidragsdelen återbetalas. Studielån utbetalade efter den 30 juni 2001 omfattas av följande regler:
- Genom en trygghetsregel kan det belopp man betalar till CSN sättas ned till 5 procent av ens sammanlagda inkomst (till och med det år man fyller 49), eller 7 procent av ens sammanlagda inkomst med tillägg av 20% av ens förmögenhet över 111 000 kronor (från och med det år man fyller 50).
- Lånet avskrivs vid början av det år man fyller 68 (dvs det år man fyller 67 får man betala hela året ut).

Lån tagna mellan 1 januari 1989 och 30 juni 2001 har bättre villkor:
- Man betalar 4 procent av ens sammanlagda inkomst + 100 kronor.
- Lånet avskrivs vid början av det år man fyller 65.

Studiemedlen före 1989 var ännu förmånligare. De har en skulduppskrivning istället för ränta, men uppskrivningen följer Statens kostnader för upplåningen vilken under många år varit 0 eller till och med negativ. Åren med negativ uppskrivning minskades alltså skulden mer än den del man återbetalade.  

## Studiemedlens utveckling

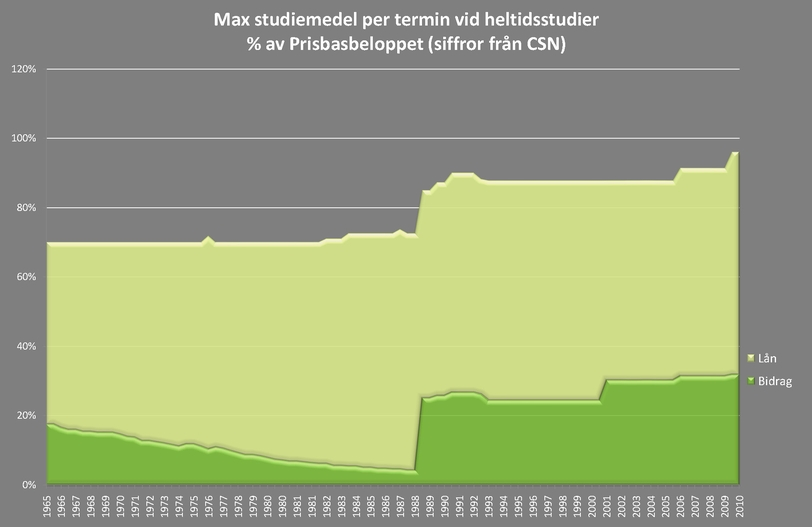
Studiemedel i förhållande till prisbasbeloppet för olika år.

Studiemedel i förhållande till prisbasbeloppet för olika år. Statistik från CSN.

Mellan 1965 och 1988 var bidragsdelen relativt konstant kring 1 000 kr per termin. Det gjorde att bidragsdelen sjönk i förhållande till Prisbasbeloppet (index) men samtidigt ökade lånedelen så det totala studiemedlet var relativt konstant (i förhållande till index). 1988 höjdes bidragsdelen i ett slag till nästan 7 000 kr per termin samtidigt som lånedelen låg kvar på nästan samma nivå som tidigare. Det ledde till att det totala studiemedelsbeloppet ökade med ungefär 15%. Därefter har både bidrag och lån varierat lite i förhållande till prisbasbeloppet, men på senare år har det gått upp.
Maximalt studiemedel per 4 veckor:
| År   | Totalbelopp | Bidragsdel | Lånedel  | Notis                                                                    |
| ---- | ----------- | ---------- | -------- | ------------------------------------------------------------------------ |
| 2007 | 7 434 kr    | 2 528 kr   | 4 906 kr |                                                                          |
| 2008 | 7 492 kr    | 2 572 kr   | 4 920 kr |                                                                          |
| 2009 | 7 820 kr    | 2 684 kr   | 5 136 kr |                                                                          |
| 2010 | 8 140 kr    | 2 696 kr   | 5 444 kr |                                                                          |
| 2011 | 8 216 kr    | 2 720 kr   | 5 496 kr | Efter 2011-07-01 var siffran 8 676 kr (5956 kr lån och 2720 kr bidrag).  |
| 2014 | 9 004 kr    | 2 820 kr   | 6 184 kr |                                                                          |
| 2015 | 9 948 kr    | 2 828 kr   | 7 120 kr |                                                                          |
| 2016 | 9 904 kr    | 2 816 kr   | 7 088 kr |                                                                          |
| 2017 | 10 016 kr   | 2 848 kr   | 7 168 kr |                                                                          |
| 2018 | 10 172 kr   | 2 892 kr   | 7 280 kr | Efter 2018-07-01 var siffran 10 444 kr (7280 kr lån och 3164 kr bidrag). |
| 2019 | 10 676 kr   | 3 236 kr   | 7 440 kr |                                                                          |
| 2020 | 10 860 kr   | 3 292 kr   | 7 568 kr |                                                                          |
| 2021 | 10 928 kr   | 3 312 kr   | 7 616 kr |                                                                          |
| 2022 | 11 088 kr   | 3 360 kr   | 7 728 kr |                                                                          |
| 2023 | 12 052 kr   | 3 652 kr   | 8 400 kr |                                                                          |
| 2024 | 13 156 kr   | 3 988 kr   | 9 168 kr |                                                                          |
| 2025 | 13 500 kr   | 4 092 kr   | 9 408 kr |                                                                          |

## Ränta på studielån
| År   | Räntesats, procent | Räntan annonserad |
| ---- | ------------------ | ----------------- |
| 2007 | 2,1                |                   |
| 2008 | 2,1                |                   |
| 2009 | 2,5                |                   |
| 2010 | 2,4                |                   |
| 2011 | 1,9                |                   |
| 2012 | 1,5                |                   |
| 2013 | 1,3                |                   |
| 2014 | 1,2                |                   |
| 2015 | 1,0                |                   |
| 2016 | 0,6                |                   |
| 2017 | 0,34               |                   |
| 2018 | 0,13               | 30 november 2017  |
| 2019 | 0,16               | 29 november 2018  |
| 2020 | 0,16               |                   |
| 2021 | 0,05               |                   |
| 2022 | 0,00               |                   |
| 2023 | 0,59               |                   |
| 2024 | 1,23               |                   |
| 2025 | 1,98               |                   |